# Benedicto
Es un nombre de origen latín cuya etimología refiere a las palabras Bene Dicto que significa "Bien dicho" también puede interpretarse el nombre como "aquel de quien se habla bien".

## Santoral
- 31 de julio: San Benedicto I, papa.
- 11 de julio: San Benito de Nursia, abad.

## Variantes
- Benito.
- Femenino: Benedicta, Benita.

### Variantes en otros idiomas
| Variantes en otras lenguas | Variantes en otras lenguas |
| -------------------------- | -------------------------- |
| Español                    | Benedicto, Benito          |
| Albanés                    | Benedikti                  |
| Alemán                     | Benedikt                   |
| Aragonés                   | Benedet                    |
| Asturiano                  | Benedictu                  |
| Bosnio                     | Benedikt                   |
| Bretón                     | Benead                     |
| Búlgaro                    | Бенедикт (Benedikt)        |
| Catalán                    | Benedicte, Benet           |
| Checo                      | Benedikt                   |
| Corso                      | Benedettu                  |
| Danés                      | Benedikt                   |
| Eslovaco                   | Benedikt                   |
| Esloveno                   | Benedikt                   |
| Esperanto                  | Benedikto                  |
| Euskera                    | Benedita, Beñat            |
| Finlandés                  | Benedictus                 |
| Francés                    | Bénédict, Benoît           |
| Galés                      | Bened                      |
| Gallego                    | Bieito                     |
| Georgiano                  | ბენედიქტე (Benedikhti)     |
| Griego                     | Βενέδικτος (Benédiktos)    |
| Holandés                   | Benedictus                 |
| Húngaro                    | Benedek                    |
| Inglés                     | Benedict                   |
| Irlandés                   | Beinidict                  |
| Islandés                   | Benedikt                   |
| Italiano                   | Benedetto, Benito          |
| Latín                      | Benedictus                 |
| Letón                      | Benedikts                  |
| Lituano                    | Benediktas                 |
| Maltés                     | Benedettu                  |
| Noruego                    | Benedikt                   |
| Polaco                     | Benedykt                   |
| Portugués                  | Benedito, Bento            |
| Rumano                     | Benedict                   |
| Ruso                       | Бенедикт (Benedikt)        |
| Sardo                      | Benedettu                  |
| Serbio                     | Бенедикт (Benedikt)        |
| Siciliano                  | Binidittu                  |
| Sueco                      | Benedictus                 |
| Ucraniano                  | Бенедикт (Benedikt)        |

## Personajes célebres

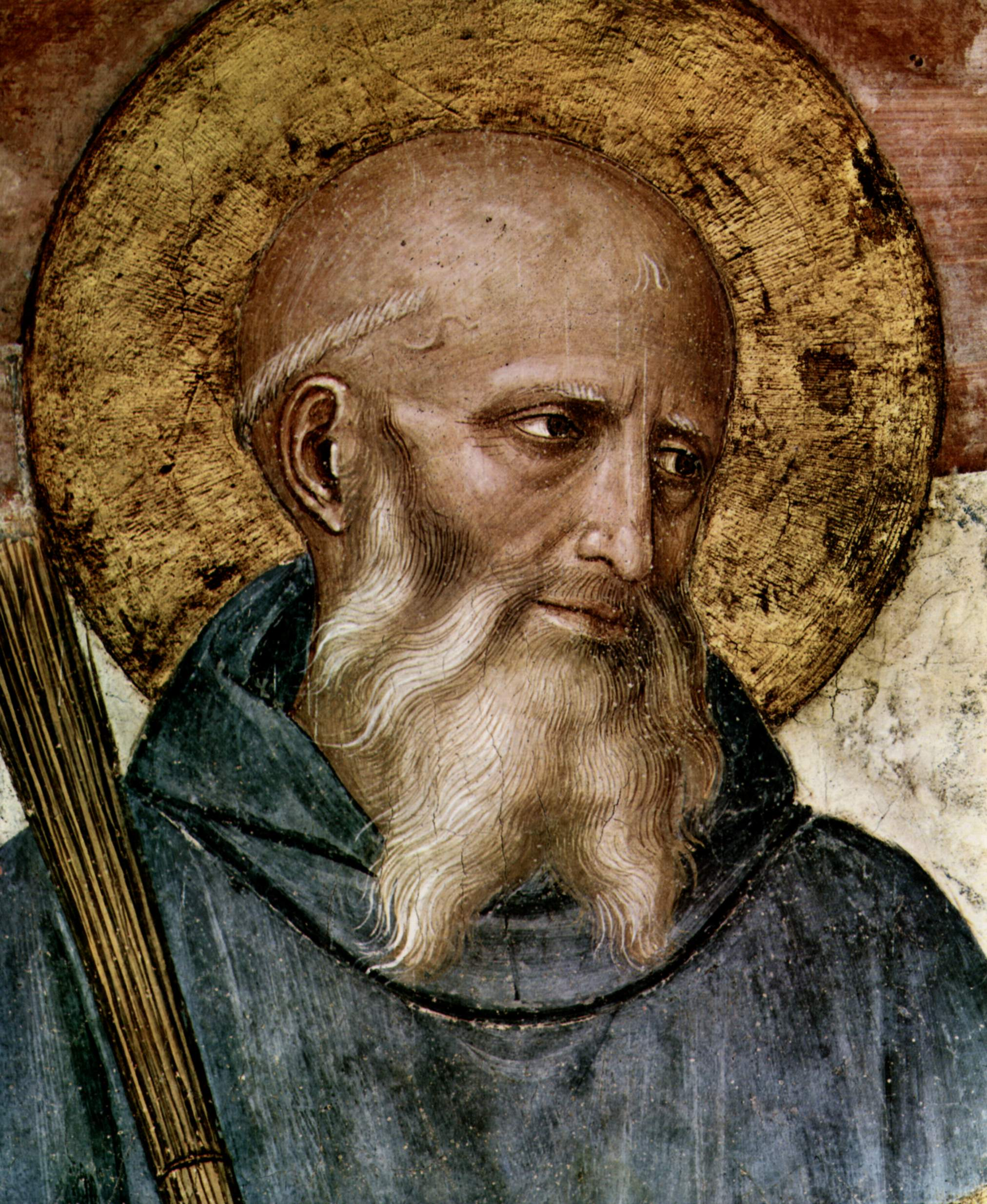
San Benito de Nursia.

### Santos
- San Benito de Nursia, celebrado el 11 de julio.
- San Benedicto Abad, festejado el 11 de enero.
- San Benedicto Biscop, abad y confesor, conmemorado el 12 de enero.
- San Benedicto de Aniano, monje, festejado el 12 de febrero.
- San Benedicto de Milán, festejado el 11 de marzo.
- San Benedicto Revelli, festejado el 12 de febrero.
- San Benedicto el Moro, festejado el 4 de abril.
- San Benedicto José Labre, conmemorado el 16 de abril.
- San Benedicto II, papa, festejado el 8 de mayo.
- San Benito Menni, festejado el 24 de abril.
- San Benedicto Mártir, festejado el 13 de octubre.

### Reyes
| Estados Pontificios | Benedicto I, papa (575- 579). Benedicto II, papa (684 – 685). Benedicto III, papa (855 – 858). Benedicto IV, papa (900 – 903). Benedicto V, papa (964). Benedicto VI, papa (973 – 974). Benedicto VII, papa (974 - 983). Benedicto VIII, papa (1012 - 1024). Benedicto IX, papa (1032-1044, 1045 y 1047-1048). Benedicto XI, papa (1303-1304). Benedicto XII, papa (1334-1342). Benedicto XIII, papa (1724 - 1730). Benedicto XIV, papa (1740 - 1758). Benedicto XV, papa (1914 - 1922). Benedicto XVI, papa (2005 - 2013). |

### Otras personalidades

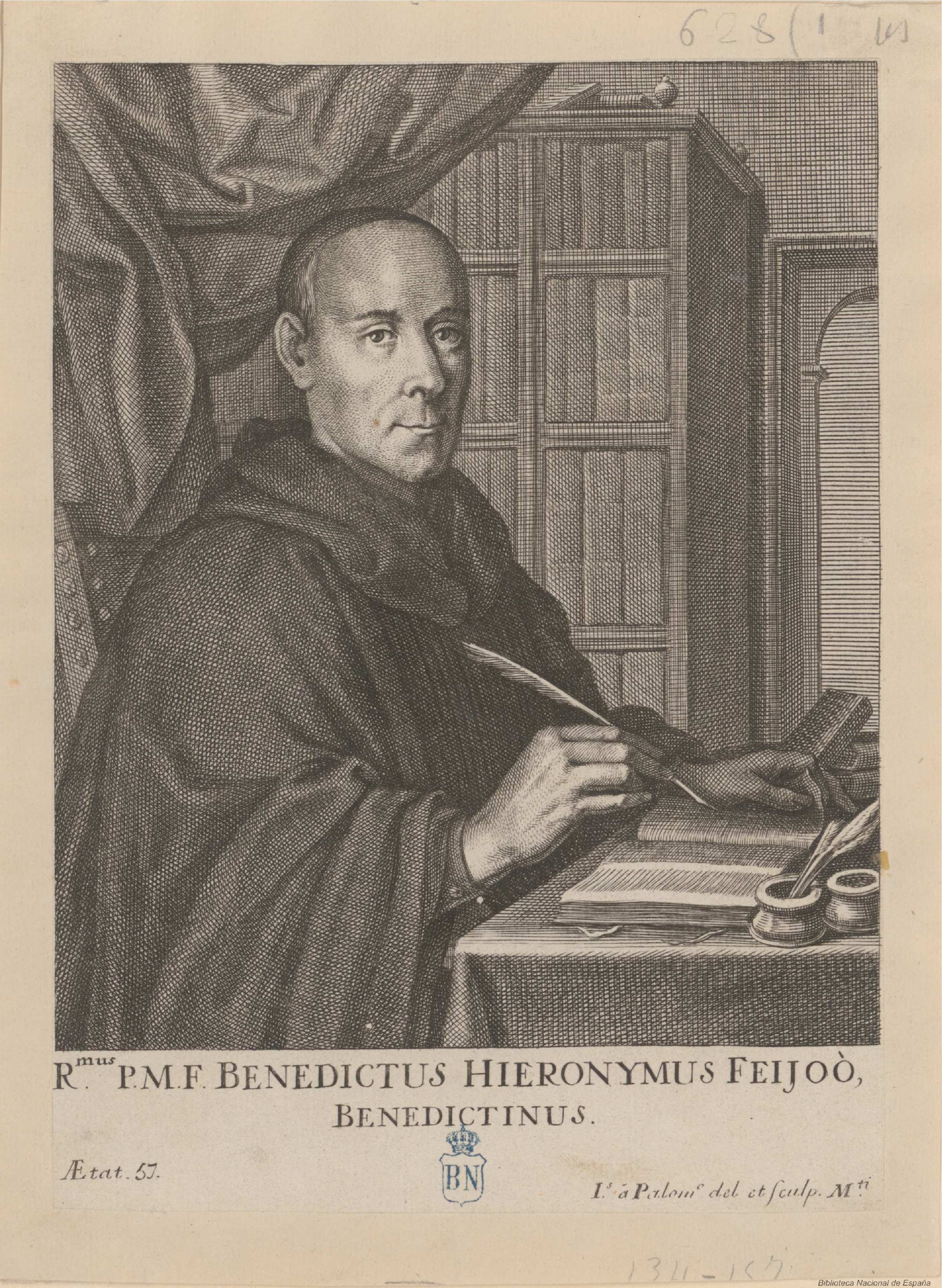
Benito Jerónimo Feijoo.

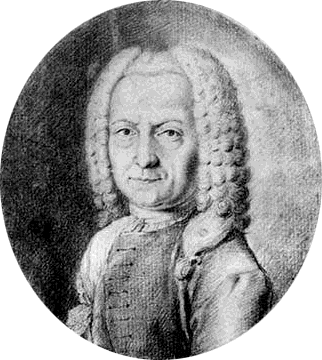
Benedetto Marcello.

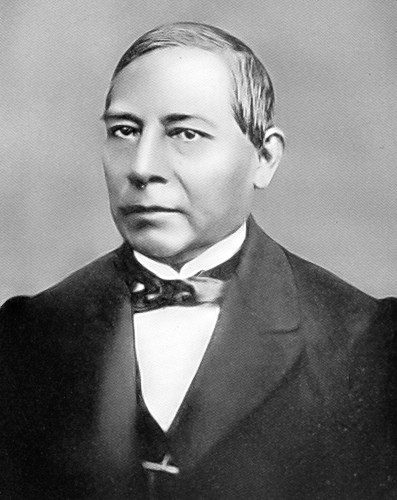
Benito Juárez.

- Benedek Elemér Vidos, romanista e hispanista húngaro.
- Benedetto Antelami, arquitecto y escultor italiano.
- Benedetto Bonfigli, pintor italiano.
- Benedetto Brin, ingeniero, militar y político italiano.
- Benedetto Croce, escritor, filósofo, historiador y político italiano.
- Benedetto da Maiano, arquitecto y escultor italiano.
- Benedetto da Rovezzano, arquitecto y escultor italiano.
- Benedetto Dei, poeta e historiador italiano.
- Benedetto Gennari el Viejo, pintor italiano.
- Benedetto Marcello, compositor, escritor, abogado, magistrado y maestro italiano.
- Benedetto Varchi, humanista, escritor e historiador italiano.
- Benedict Anderson, historiador inglés.
- Benedict Arnold, general estadounidense.
- Benedict Balansa, botánico y explorador francés.
- Benedict Friedlaender, sexólogo alemán.
- Benedict Lust, médico estadounidense.
- Bénédict Morel, psiquiatra francés.
- Bénédict Pierre Georges Hochreutiner, botánico y taxónomo vegetal suizo.
- Benedict Roezl, explorador, jardinero y botánico checo.
- Benedicto Chuaqui Ketlun, escritor y filántropo chileno.
- Benedicto Franco, militar mexicano.
- Benedicto Ovalle, compositor guatemalteco.
- Benedicto Pozuelos Gil, escritor guatemalteco.
- Benedictus Hubertus Danser, botánico y taxónomo holandés.
- Benedikt Gröndal, político islandés.
- Benedikt Taschen, editor alemán.
- Benet Julià i Julià, músico y compositor español.
- Benito Arias Montano, humanista, hebraísta, biólogo y escritor políglota español.
- Benito Floro, entrenador español de fútbol.
- Benito Jerónimo Feijoo, ensayista, sabio y polígrafo español.
- Benito Juárez, abogado y político mexicano.
- Benito Lertxundi, cantante español.
- Benito Martínez, militar argentino.
- Benito Mercadé, pintor español.
- Benito Mussolini, dictador italiano.
- Benito Nardone, político y periodista uruguayo.
- Benito Pérez Galdós, novelista, dramaturgo y cronista español.
- Benito Perojo, director, productor y guionista de cine español.
- Benito Pocino, actor español.
- Benito Quinquela Martín, pintor argentino.
- Benito Sueyro, militar argentino.
- Benito Villafañe, militar argentino.
- Benito Zambrano, guionista y director de cine español.
- Benoît Mandelbrot, matemático polaco.
- Benoît de Sainte-Maure, escritor francés.
- Bento Gonçalves, político portugués.
- Bento Gonçalves da Silva, militar y político brasileño.
- Bieito Cupeiro, maestro y escritor nacionalista gallego.